# Mathura
Mathura (o Muttra, in hindi मथुरा) è una suddivisione dell'India, classificata come municipal board, di 298.827 abitanti, capoluogo del distretto di Mathura, nello stato federato dell'Uttar Pradesh. In base al numero di abitanti la città rientra nella classe I (da 100.000 persone in su).

## Geografia fisica
La città è situata a 27° 30' 0 N e 77° 40' 60 E e ha un'altitudine di 173 m s.l.m.. Mathura è attraversata dal fiume Yamuna e si trova a sud di Nuova Delhi, vicino al confine con gli Stati federati di Rajasthan e Haryana.

## Storia
Mathura, che si trova al centro della regione culturale di Braj, ha una storia antica e si ritiene che sia anche la patria e il luogo di nascita di Krishna, che apparteneva alla dinastia Yadu. La città è menzionata nella più antica epopea indiana, il Ramayana. Nell'epopea indiana, il principe Ikshwaku Shatrughna uccide un demone chiamato Lavanasura e rivendica la terra. In seguito, il luogo venne chiamato Madhuvan, che significa "fittamente boscoso", poi Madhupura e infine Mathura. Il luogo di pellegrinaggio più importante di Mathura era Katra ("luogo del mercato"), oggi chiamato Krishna Janmasthan ("luogo di nascita di Krishna"). Gli scavi nel sito hanno rivelato ceramiche e terrecotte risalenti al VI secolo a.C., i resti di un grande complesso buddista, tra cui un monastero chiamato Yasha Vihara del periodo Gupta, e sculture giainiste della stessa epoca.

### Storia antica
Gli scavi archeologici di Mathura mostrano la graduale crescita di un villaggio in un'importante città durante l'età vedica. Il periodo più antico apparteneva alla cultura della ceramica grigia dipinta (1100-500 a.C.), seguita dalla cultura della ceramica nera lucida settentrionale (700-200 a.C.). Mathura ha acquisito la sua importanza come centro di commercio grazie alla sua posizione, dove la rotta commerciale settentrionale della pianura indo-gangetica si incontrava con le rotte per Malwa (India centrale) e la costa occidentale. Gli archeologi hanno scoperto un frammento di arenaria rossa di Mathura da Rakhigarhi - un sito della civiltà della Valle dell'Indo datato al terzo millennio a.C. - che veniva usato come macina; l'arenaria rossa era anche un materiale popolare per le sculture del periodo storico.
Nel VI secolo a.C. Mathura divenne la capitale del Regno Surasena, e successivamente fu governata dall'impero Maurya (IV-II secolo a.C.). Megastene, scrivendo all'inizio del III secolo a.C., cita Mathura come una grande città con il nome di Μέθορα (Méthora). Sembra che non sia mai stata sotto il controllo diretto della successiva dinastia Shunga (II secolo a.C.), dato che a Mathura non è mai stato rinvenuto alcun resto archeologico di una presenza Shunga.
Gli indo-greci potrebbero aver preso il controllo, diretto o indiretto, di Mathura tra il 180 a.C. e il 100 a.C., e lo mantennero fino al 70 a.C., secondo l'iscrizione Yavanarajya, rinvenuta a Maghera, una città a 17 chilometri da Mathura. L'incipit delle tre righe di questa iscrizione, in scrittura brahmi, vengono menzionati gli Indo-greci con il termine Yavana e si traduce come segue: "Nel 116º anno del regno Yavana..." o "Nel 116º anno dell'egemonia Yavana" ("Yavanarajya") Tuttavia, ciò corrisponde anche alla presenza della dinastia nativa Mitra di governanti locali a Mathura, all'incirca nello stesso arco di tempo (150 a.C. - 50 a.C.), forse indicando un rapporto di vassallaggio con gli indo-greci.

### Impero Kushana e l'Impero Gupta

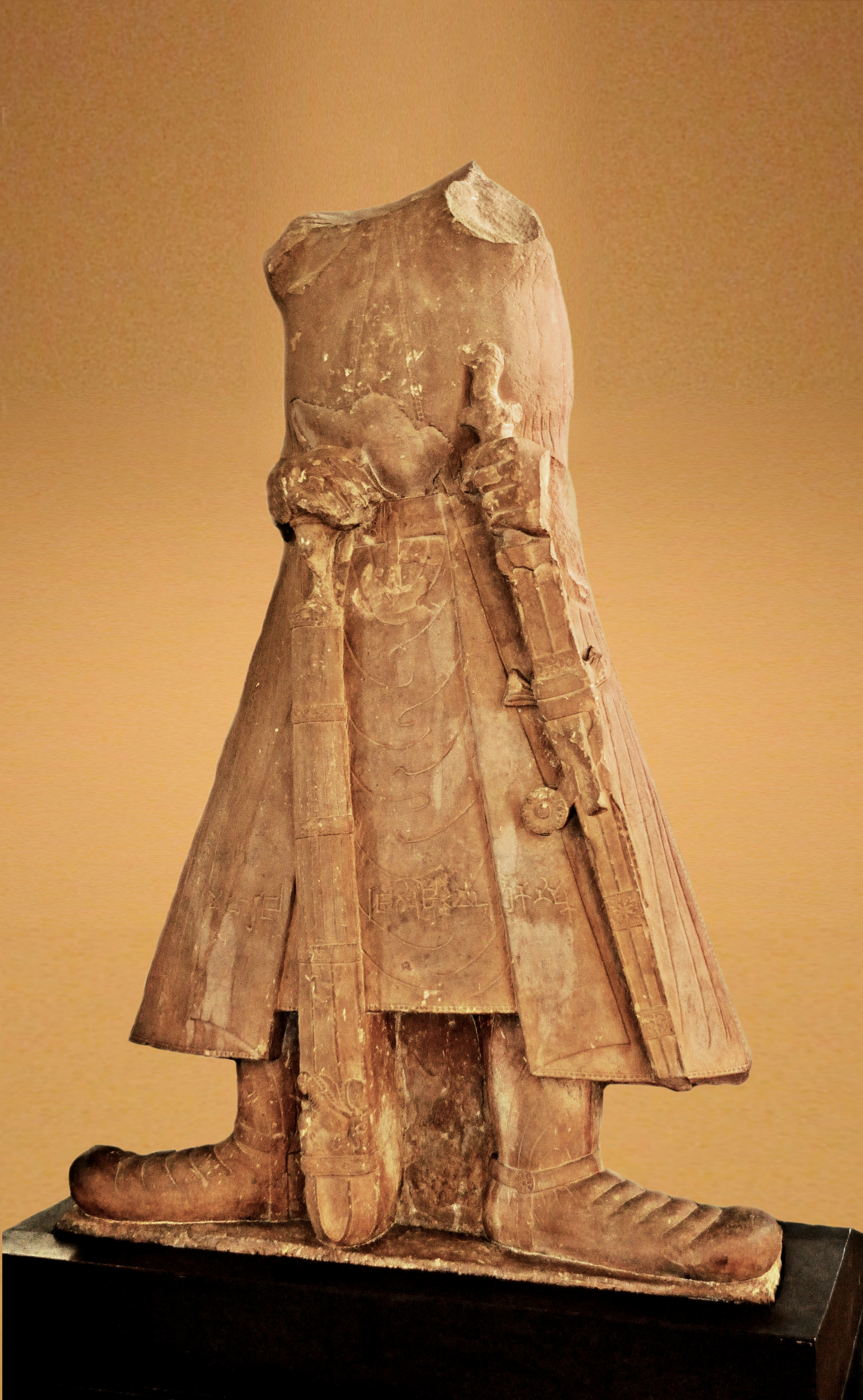
Statua di Kanishka, oggi al museo archeologico di Mathura

Durante il dominio dei Kushana, l'arte e la cultura fiorirono nella regione e raggiunsero nuovi traguardi, oggi noti come Scuola d'Arte di Mathura. I Kushan presero il controllo di Mathura qualche tempo dopo Mahakshatrapa Sodasa, anche se molti dei suoi successori governarono come vassalli dei Kushan, come il "Grande Satrapo" indo-scita Kharapallana e il "Satrapo" Vanaspara, entrambi i quali pagarono fedeltà ai Kushana in un'iscrizione a Sarnath, risalente al terzo anno di regno dell'imperatore Kushan Kanishka il Grande, intorno al 130 d.C.. 130 d.C. L'arte e la cultura mathuriane raggiunsero il loro apice sotto la dinastia Kushan, che ebbe Mathura come una delle sue capitali. Le precedenti capitali dei Kushan comprendevano Kapisa (l'odierna Bagram, Afghanistan), Purushapura (l'odierna Peshawar, Pakistan) e Takshasila (l'odierna Taxila, Pakistan). Gli atelier di Mathura furono più attivi durante l'epoca dei grandi imperatori Kanishka, Huvishka, Vasudeva, il cui regno rappresenta l'età dell'oro della scultura di Mathura. Durante il terzo secolo, i Naga governarono Mathura dopo il declino dell'impero Kushan.
Nel regno di Chandragupta della dinastia Gupta, un magnifico tempio di Vishnu fu costruito nel sito di Katra Keshavadeva. Kalidasa, acclamato come il più grande poeta e drammaturgo sanscrito, nel IV-V secolo d.C. menzionò la città con i suoi boschetti di Vrindavan e la collina di Govardha.:
Il monaco buddista cinese Faxian cita la città come centro del buddismo intorno al 400 d.C.. Trovò che la gente era molto benestante, non c'erano tasse se non quelle sui contadini che lavoravano la terra reale. Scoprì che la gente non uccideva animali, non consumava vino e non mangiava cipolla o aglio. Scoprì che venivano rilasciati titoli di proprietà incisi ai proprietari delle terre. Ai sacerdoti in visita venivano forniti alloggio, letti, stuoie, cibo, bevande e vestiti per svolgere lavori di studio.
Xuanzang, che visitò la città nel 634 d.C., la cita con il nome di Mot'ulo, registrando che conteneva venti monasteri buddisti e cinque templi indù.

### Medioevo
La città rimase nel Medioevo meta di pellegrinaggio induista. Il poeta kashmiro dell'XI secolo, Bilhana, visitò Mathura e Vrindavan dopo aver lasciato il Kashmir in direzione del Karnataka.
La città fu saccheggiata e molti dei suoi templi distrutti da Mahmud di Ghazni nel 1018.
Nel XII secolo, Bhatta Lakshmidhara, ministro capo del re di Gahadavala Govindachandra (1114-1155 d.C.), si occupò della costruzione del castello e scrisse la prima raccolta sopravvissuta di versi in lode dei luoghi sacri di Mathura nella sua opera Krtyakalpataru, che è stata descritta come "la prima riaffermazione della teoria del Tirtha-yatra (pellegrinaggio)". Nel suo Krtyakalpataru, Bhatta Lakshmidhara dedicò un'intera sezione a Mathura.
In seguito la città fu nuovamente saccheggiata da Sikandar Lodi, che governò il sultanato di Delhi dal 1489 al 1517 d.C. Sikandar Lodi si guadagnò l'epiteto di "Butt Shikan", il "Distruttore di Idoli".
Vallabhacharya e Chaitanya Mahaprabhu arrivarono nella regione di Braj, alla ricerca di luoghi sacri che erano stati distrutti o perduti.

### Età moderna

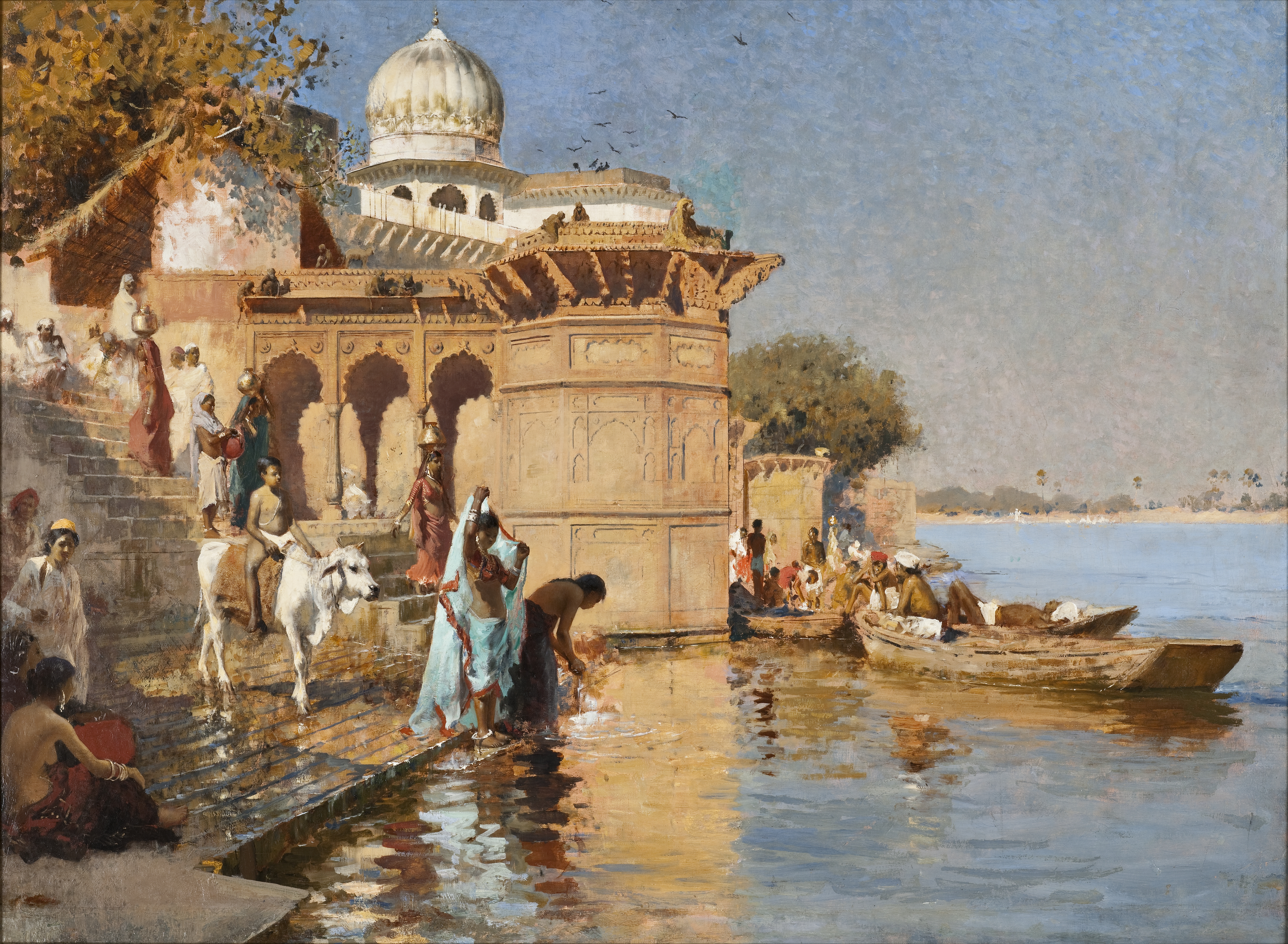
Lungo i Ghat, Mathura, opera di Edwin Lord Weeks

Il portoghese padre Antonio Monserrate (1536-1600), in missione presso la corte Moghul ai tempi di Akbar, visitò Mathura nel 1580-82 e notò che tutti i templi costruiti nei luoghi associati alle gesta di Krishna erano in rovina.
Durante il suo governo, l'imperatore moghul Aurangzeb costruì la moschea Shahi-Eidgah, adiacente a Shri Krishna Janmabhoomi, che si credeva sorgesse sopra un tempio indù. Egli cambiò anche il nome della città in Islamabad. Nel 1669, Aurangzeb emise un ordine generale per la demolizione delle scuole e dei templi indù, e nel 1670 ordinò specificamente la distruzione del tempio più famoso, quello di Keshavadeva.
Durante il periodo di espansione dell'Impero Maratha, i pellegrinaggi induisti ai luoghi sacri del nord divennero piuttosto frequenti. I pellegrini necessitavano di protezione durante il viaggio e approfittavano del costante movimento di truppe che andavano e tornavano dalla loro patria per scopi militari. Nacque così la pratica delle dame che accompagnavano le spedizioni militari.

## Società

### Evoluzione demografica
Al censimento del 2001 la popolazione di Mathura assommava a 298.827 persone, delle quali 159.249 maschi e 139.578 femmine. I bambini di età inferiore o uguale ai sei anni assommavano a 41.053, dei quali 22.396 maschi e 18.657 femmine. Infine, coloro che erano in grado di saper almeno leggere e scrivere erano 180.821, dei quali 106.964 maschi e 73.857 femmine.

## Economia
Sono presenti industrie cartarie, petrolchimiche e tessili.
L'agricoltura produce principalmente canna da zucchero, cereali, cotone.

## Religione
Mathura è una città santa dell'Induismo ed è considerata il cuore di Brij Bhoomi, la terra di Krishna. La città gemella di Mathura è Vrindavan.
A Mathura e nelle città vicine si trovano molti luoghi di importanza storica e religiosa.
- Il complesso del tempio Krishna Janmasthan è un importante gruppo di templi costruiti intorno a quello che è considerato il luogo di nascita di Krishna.
- Il complesso del tempio contiene il tempio Keshav Deva, il santuario Garbha Griha, il Bhagavata Bhavan e il Rangabhoomi dove ebbe luogo la battaglia finale tra Krishna e Kans.
- Il Tempio di Dwarkadheesh è uno dei più grandi templi di Mathura. Si dice che Vishram Ghat, sulla riva del fiume Yamuna, sia il luogo in cui Krishna si riposò dopo aver ucciso Kans.

Altri siti religiosi e patrimoniali induisti degni di nota sono il Gita Mandir, il tempio di Govind Dev, il tempio ISKCON, Kusum Sarovar, il Naam yog Sadhna Mandir, il tempio Peepleshwar Mahadeo e il tempio Yum Yamuna.
Sono stati portati alla luce molti tesori dell'arte giainista. I reperti archeologici testimoniano l'esistenza di due templi e stupa giainisti. Durante gli scavi archeologici sono state rinvenute numerose sculture giainiste, ayagapata (tavolette di omaggio), pilastri, traverse e architravi. Alcune sculture sono dotate di iscrizioni che riportano la società contemporanea e l'organizzazione della comunità giainista.

## Luoghi d'interesse
A Mathura e nei dintorni si possono visitare diversi siti, la maggior parte dei quali legati alla mitologia indù.
- Krishna yanma bhumi (luogo in cui, secondo la tradizione, nacque il dio Krishna).
- Tempio di Dwarka Adhish (Krishna, il "re di Duarka").
- Kamsa Kila (luogo in cui Krishna uccise suo zio, il re Kamsa).
- Vishram Ghat (luogo di culto sulle rive del sacro fiume Yamuna).

Piccoli villaggi nelle vicinanze:
- Nandgaon (villaggio del pastore Nanda Maharash, padre putativo di Krishna).
- Gokul (villaggio in cui Krisná ha trascorso la sua infanzia).
- Baldeo (una delle antiche foreste di Vrindavan).
- Vrindavan (villaggio in cui Krishna visse durante l'adolescenza).
- Góvardhan (la collina che Krishna sollevò con un dito).
- Radha Kunda (il lago di Radha, la gopi più amata da Krishna).
- Varsana (luogo di nascita di Radha).